# Городской Совет (станция скоростного трамвая)
«Городско́й сове́т» (укр. Міська́ ра́да; до 2024 года — Дом Советов) — станция метротрамвая в городе Кривой Рог, Украина.

## История
13 февраля 1988 года движение на станции было открыто в челночном режиме — строительство станций «Проспект Металлургов» и «Кольцевая» задерживалось.
Регулярное маршрутное движение осуществлялось на участке «Дзержинская» — «Площадь Труда». Было решено пустить два челночных трёхвагонных поезда по каждому пути для движения пассажиров с «Дзержинской» до «Дома Советов». В этом режиме станция работала чуть больше года.
Со 2 мая 1989 года движение по станции стало транзитным.

## Характеристика
Конструктивно станция «Дом Советов» полностью повторяет соседнюю станцию «Проспект Металлургов»: «харьковская» односводчатая, два подземных вестибюля с выходами, служебные помещения и СТП в продолжении свода станции, круглые туннели с обеих сторон. Отличается она лишь отделкой: красный мрамор выбран основным отделочным материалом в нижней части путевой стены и на полу, свод выполнен из набора шестигранников, напоминающего пчелиные соты. Вдоль каждой путевой стены расположены по три мозаичных панно советской тематики.
Движение поездов на станции левостороннее — на перегоне «Мудрёная» — «Дом Советов» происходит пересечение туннелей в вертикальном сечении.
Принимает маршруты 1М 2М 3М 4М.

## Объявление информатора
- Обережно, двері зачиняються! Наступна станція «Будинок Рад» (укр.)
- Станція «Будинок Рад» (укр.)